# Torre de San Pedro (Ayerbe)

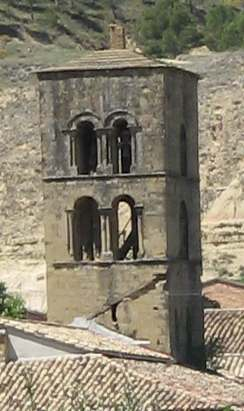
Torre de San Pedro

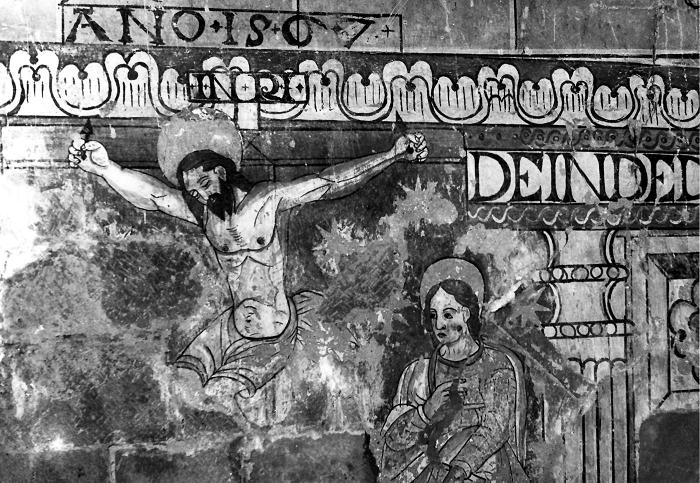
Restos de lo que fue un Calvario.

La torre de San Pedro, en Ayerbe, está situada al norte de la población, en una calleja sin salida. Es un edificio adosado a edificaciones particulares, alguna de las cuales son restos de la antigua iglesia; a principios del siglo XIX, con acuerdo afirmativo del Supremo Consejo de Castilla, tuvo que ser demolida por los ayerbenses porque amenazaba inminente ruina. La bóveda comenzó a resentirse y a abrirse, ya que sus puntos de apoyo no resistían el empuje que recibían, de tal forma que se empezó a agrietar, por lo que el Cabildo eclesiástico se abstenía cuanto podía de hacer celebraciones en ella pasándolas a la iglesia del convento dominico.
Su fábrica es de sillería que conserva marcas de cantero al exterior y al interior. Tiene tres cuerpos, de los cuales los dos últimos son el campanario, que en dos de sus frentes está abierto por arcos geminados superpuestos, solucionados de distinta forma, según el número y disposición de columnillas en que se apoyan. Los capiteles son lisos. En el frente de poniente, los arcos están enmarcados por una moldura con taqueado jaqués que también aparece en la cornisa del tejado, apoyada en modillones, lo mismo que el resto de los frentes.
En el interior de la torre hay una cámara, que tiene decoración mural lineal. Son restos de un “Calvario” del que se conserva la parte superior del Cristo y de san Juan. Sobre esta figura quedan restos de una inscripción: “DEINDE DICIT DISCIPVLO ECE...” Otra inscripción había donde estaba la Virgen que ha desaparecido por completo. Sobre el Cristo aparece la fecha 1567. La bóveda está recubierta con pintura que imita casetones renacentistas. Los pisos superiores de la torre tienen distintos sistemas de abovedamiento.
En el frente norte, por el exterior, queda todavía el arranque de la bóveda de cañón sobre arcos fajones. En el frente de levante hay una construcción más sencilla que tiene sillares en zócalo, ladrillos en estructura y tapial como aparejo de relleno, en donde se abren vanos en forma de óculos. 
Al interior es una estancia de muros enlucidos que conserva algunas molduras. El acceso actual a la torre es por una sencilla entrada de arco de medio punto abierta en el frente de mediodía. Otras entradas cegadas quedan en el frente de poniente y norte.
El edificio de la torre es románico, del siglo XII, y el 14 de julio de 1924 fue declarado, como «torre de la derruída iglesia de San Pedro de la Villa de Ayerbe (Huesca)» Monumento arquitectónico-artístico.

## Colegiata de San Pedro Apóstol

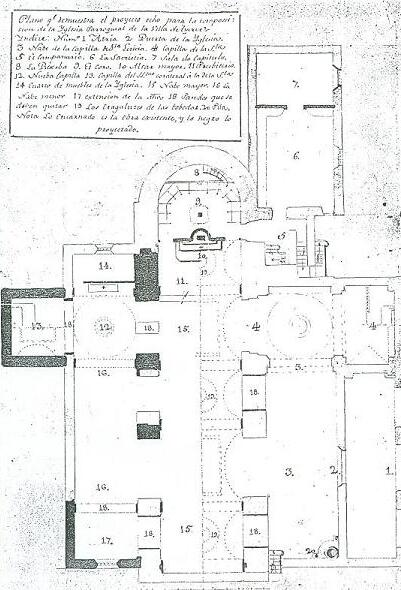
Planos de la Colegiata de San Pedro.

En el año 1792, Don Pedro Blecua y Paul, en el libro "DESCRIPCIÓN TOPOGRÁFICA DE LA CIUDAD DE HUESCA Y TODO SU PARTIDO EN EL REYNO DE ARAGÓN" cuenta lo siguiente:

La iglesia parroquial, con visos de colegiata por el uso de palmatoria y vuelta morada en la muza, que conserva su clero, tiene la advocación de San Pedro y San Pablo, y es toda ella antiquísima, de cantería sólida, decentemente surtida y adornada. Tiene su Capítulo eclesiástico de cura presidente y nueve racioneros, patrimoniales, en los meses y vacantes de Real Patronato, por especial gracia de Su Majestad el señor Carlos III, año 1766, debiendo proveerse a concurso y terna del reverendo obispo, el que las presenta libremente en las vacantes y meses ordinarios o no reservados. Su renta consiste en una porción de trigo y vino, que por congrua contribuyen los diezmadores, la décima de aceite y frutos menores con lo votivo, que todo asciende: la del cura, a 4.300 reales de vellón, y la de cada racionero, a 2.600, con la obligación de asistir a todo el ministerio pastoral. Hay también sacristán, organista etc., para el mejor servicio de la iglesia y aumento del culto y oficios divinos que diariamente se celebran con el correspondiente aparato.

Los hábitos corales que usaban los clérigos ayerbenses, eran los tradicionalmente empleados por los cabildos colegiales en la Corona de Aragón: sotana, sobrepelliz, muza con vuelta morada, en el caso del vicario y de los racioneros, y con vuelta negra en el de los beneficiados y capellanes; todos ellos se cubrían con bonete. Los sacristanes iban revestidos solamente con sotana y sobrepelliz. Las grandes ocasiones y solemnidades quedaban señaladas externamente mediante el uso de capas pluviales y de los cetros capitulares así como, saliendo tres sacerdotes de terno; uno de preste(presidente), que iba con capa pluvial, y los otros dos, revestidos con dalmáticas (uno la llevaba de diácono y el otro de subdiácono). 
Las Constituciones que regulaban la vida de esta colegiata estipulaban que la entrada en el Coro, para comenzar los capitulares el Oficio Divino, debía hacerse:
- 1 de abril a Santa Cruz de mayo – 7h 30’
- Santa Cruz de mayo a la exaltación de la Santa Cruz en septiembre - 7h
- Exaltación de la Santa Cruz a santa Teresa de Jesús – 7h 30’
- Santa Teresa de Jesús a 1 de abril – 8h

En caso de haber Maitines fundados por la mañana y los sábados para la Misa de la Virgen, se entraba en el Coro una hora antes y si había entierro o procesión, media hora antes. Para las Vísperas se observaba el mismo orden, pasando de las 14 h a las 15 h.
Para el canto de las misas mayores, desde Santa Cruz de mayo hasta la Exaltación de la Cruz en septiembre, los racioneros entraban en el Coro a las 8 de la mañana, el resto del año lo hacían a las 9 de la mañana, salvo fundaciones de misas o aniversarios.

## Torre campanario
Este edificio tan singular en la villa de Ayerbe conocido como "o Campanal", antaño, reguló la vida de sus habitantes.
El campanario cuenta con cuatro campanas: dos pequeñas: Virgen del Pilar y María Juana y dos grandes: Santa Bárbara y Santa Leticia, refundidas respectivamente en 2010, 1997, 2010, y 1945. Tras un tiempo de restauración , el 27 de julio de 2010 fueron colocadas de nuevo en su sitio.
1. Indicaba las celebraciones litúrgicas que en cada momento se celebraban en la colegial de San Pedro
2. Informaban de la clase de honras fúnebres que había elegido la familia de la persona fallecida y del desembolso económico que ésta había hecho para encomendar su alma a Dios. Igualmente comunicaban si el fallecido era hombre, mujer o niño.

Campana de mi lugar
tú si que me quieres de veras,
cantaste cuando nací
llorarás cuando me muera.

Los toques debían ser ejecutados todo el año media hora antes del comienzo de las diferentes celebraciones litúrgicas por el campanero intitulado de San Pedro que servía este oficio en la Colegiata de San Pedro Apóstol.

### Toques de campana delsigloXVIII
Hoy día los toques de campana se han perdido casi por completo, pero del siglo XVIII nos han llegado los siguientes:
Toques ordinarios
- Días de primera clase: a primeras y segundas Vísperas, se hacían tres toques con las tres campanas a repique y la mayor a bando, terminados los cuales tocaba, por espacio de un cuarto de hora, el cimbalico a medio bando, terminado éste, brevemente efectuaba un repique con las cuatro campanas.

- Días de segunda clase: ejecutaba únicamente dos toques, por espacio de un cuarto de hora, y después con el cimbalico y repique como anteriormente se ha dicho.
- Días festivos de precepto: realizaba solamente un toque por espacio de un cuarto de hora y después medio cuarto el cimbalico con el repique antes citado.
- Días feriados regulares: tañía la campana mediana a bando y la mayor y pequeña a repique por tiempo de medio cuarto de hora y otro medio el cimbalico, finalizado lo cual hacía el repique con solo las dos campanas mayores.
- Días semidobles y ferias: empezaba a tocar la campana pequeña dándole unos cuantos golpes a continuación levantaba la campana mediana a bando por espacio de un cuarto de hora y otro medio con el cimbalico como se ha expresado al principio.
- Completas solemnes fundadas y votivas: tenía obligación de hacer un solo toque por espacio de un cuarto de hora como se hacía para las Vísperas de primera clase, sin tocar el cimbalico, si se cantaban inmediatamente tras las Vísperas. Si eran a la tarde, aparte de dichos toques, hacía el del cimbalico durante medio cuarto.
- Maitines: si eran cantados por la tarde, hacía lo expuesto para las Completas.
- Oficios fundados: en los días en que había oficios fundados solemnes, comenzaba a tocar como en las Vísperas de feria y acto seguido con las cuatro campanas, de las cuales las dos mayores a medio bando, cuyo toque duraba un cuarto de hora, el cimbalico lo tañía durante medio cuarto concluyendo con el repique. Esto lo repetía a la hora de las oraciones y el día siguiente al que se hubiese cantado la misa, sin tañer el cimbalico.
- Maitines matutinos: cuando se celebraban por la mañana, hacía lo mismo que para las Vísperas de primera clase, por espacio de un cuarto de hora y en el mismo espacio de tiempo con el cimbalico y el repique.
- Prima: para esta hora menor, tocaba a repique con las dos campanas pequeñas durante un cuarto de hora y luego con el cimbalico otro cuarto para concluir haciendo el repique con las dos campanas mayores. El día que había Maitines para Prima omitía tanto el toque con el cimbalico como el repique. Este oficio fue suprimido por el Concilio Vaticano II. Se celebraba después del canto de Laudes y precediendo al de Tercia, más o menos sobre las 8 de la mañana.

- Días regulares: para entrar en el Coro a cantar las Misas matutinas, tocaba la campana mediana a bando y la mayor y la pequeña a repique por espacio de un cuarto de hora y otro tanto con el cimbalico, finalizando con el mismo repique que se dice anunciar el canto o rezo de Prima.
- Días de aniversarios y Misa de Almas de los lunes: tocaba la campana mayor a medio bando y la mediana y una de las pequeñas a llano durante un cuarto de hora, terminando con el cimbalico durante el mismo tiempo que las dos últimas.
- Misas de la Virgen: tocaba las cuatro campanas a repique, observando el mismo tiempo y orden expresado para la Prima.
- Misas de Llagas y del Sermón: igual que anteriormente, exceptuando que en estas ocasiones el toque lo llevaba tañendo las dos campanas mayores a repique.
- Misas mayores de primera clase: se anunciaban con tres toques en tres cuartos de hora, sin tocar el cimbalico.
- Misas mayores de segunda clase: ejecutaban dos toques de dos cuartos de hora
- Días festivos de precepto: hacían un solo toque por espacio de un cuarto de hora, como en los días feriados de especial devoción.
- Claustros de días de precepto de primera y segunda clase: En estas ocasiones y en aquellas fechas en que la Misa mayor estaba fundada, se levantaba la campana mayor y la mediana a llano; en los demás casos repicaba solamente con las dos mayores.
- Víspera de precepto y domingos: debían tocar las campanas como si fuese para Vísperas por la tarde al anochecer. Lo mismo hacían por la mañana, después de haber tocado a las oraciones en los días de primera y segunda clase.
- Toques vespertinos: estaba obligado a tocar las campanas todas las tardes al ponerse el sol para el rosario y después de éste a las oraciones del Ave María. Este último toque igualmente lo hacía todos los días por la mañana, al rayar el alba, y al mediodía en punto. Para esto, utilizaba la campana mayor a bando y las demás a repique en los días de primera y segunda clase; en los restantes días, únicamente con la campana mediana a bando, menos los días de precepto, que bandeaba la campana mayor sola.
- Toque de oración por las almas: este toque anunciaba el cierre de las puertas de la Villa. En invierno se verificaba a las ocho de la noche y en verano a las nueve.

- Observaba el mismo orden expuesto anteriormente. Si al día siguiente había sermón, a esa hora lo anunciaba con el toque correspondiente.
- Nublados: se tocaba a los nublados de noche y de día siguiendo las instrucciones que le daba el sacerdote conjurador con la campana de la ermita de san Miguel, campana que este sacerdote (puesto por la Villa) tocaba a bando.
- Procesiones y otras funciones: se tocaba las campanas en todas las procesiones de letanías, rogativas, etc. Y en aquellas otras funciones que hacía el Capítulo de San Pedro.
- Misas matutinas fundadas y votivas: Una vez que el Cabildo había entrado en el Coro, el campanero estaba obligado a tocar las campanas a cada una de las Misas matutinas fundadas y votivas; cuando éstas eran con ministros, empleaba las cuatro campanas, de las cuales la mediana tañía a bando brevemente; las celebradas sin ministros, se anunciaban repicando las dos campanas grandes.
- Aniversarios: los de carácter común eran pregonados mediante el toque a llano de las dos campanas grandes; en los de altar privilegiado y oficios solemnes procedía como se ha expresado en los días de primera clase.
- Convocatoria de capítulos generales: se empleaba la campana mediana, sin voltearla, haciendo tres toques diferentes durante tres cuartos de hora.

Toques extraordinarios
En este grupo se recogen los relativos a los funerales.
- Párvulos: Había tres clases de toques diferentes:

- Modalidad primera (funeral de 3 libras y 15 sueldos jaqueses): se tocaba a repique con las cuatro campanas, durante un cuarto de hora con las dos pequeñas, con el cimbalico otro tanto y concluyendo con las dos mayores.
- Modalidad primera (funeral de 3 libras y 15 sueldos jaqueses): se tocaba a repique con las cuatro campanas, durante un cuarto de hora con las dos pequeñas, con el cimbalico otro
- Modalidad segunda (funeral de 1 libra y 16 sueldos jaqueses): solamente se tañían a repique las dos campanas mayores.
- Modalidad tercera (funeral de 9 sueldos jaqueses): Únicamente se empleaban las dos campanas pequeñas como se tocaba a prima en los domingos.
- Entierro en el convento de Santo Domingo: si algún párvulo de esta parroquia era enterrado en el convento de Santo Domingo de Ayerbe, se tocaban las campanas como se dice en la primera modalidad.

- Adultos: En el siglo XVIII se sabe que hubo ocho modalidades de funeral en Ayerbe, pero no ha llegado constancia documental de todos los toques de campana.

- Modalidad primera o solemnísima (funeral de 14 libras jaquesas): se tocaba a bando con la campana mayor, ejecutando cuatro toques de una duración cada uno de un cuarto de hora.
- Modalidad segunda (funeral de 10 libras jaquesas): se ignora el toque que se hacía.
- Modalidad tercera (funeral de 7 libras y 10 sueldos jaqueses): Era la que regularmente se empleaba. Se empleaban las cuatro campanas, de las cuales las dos mayores a bando.
- Modalidad cuarta (funeral menor. 5 libras y 10 sueldos jaqueses): se tañían las cuatro campanas a llano.
- Modalidad quinta (funeral de pobre. 6 sueldos jaqueses abonados por la Cofradía de Almas): se tañían las dos campanas mayores a llano.
- Entierro en el Convento de Santo Domingo: se ignoran los toques de campana.
- Funeral del Señor de la Villa: se empleaba la modalidad solemnísima. Si fallecía fuera de la Villa y no se enterraba en ella, el día que se conocía la noticia y el del funeral que se le celebraba en Ayerbe, se tocaba según se expresa en la modalidad tercera, salvo que la familia del difunto solicitase se emplease la modalidad solemnísima. En el caso de fallecer fuera de Ayerbe y llevarse a enterrar a la Villa, se le daba sepultura en el convento de Santo Domingo. El día que se depositaba el cadáver en la iglesia del citado convento, había clamoreo de campanas desde que el cortejo fúnebre pasaba por Fontellas (aldea situada a dos km ).

- Capítulo de San Pedro:

- Vicario y racioneros: se tocaba la campana mayor a bando por espacio de media hora, sin hacer pausas y después se hacían cuatro toques, cada uno de un cuarto de hora, repitiéndose uno de ellos a las ocho o las nueve de la noche, independientemente de los toques que debieran hacerse a esa hora.
- Sacristanes: si fallecían en el ejercicio de sus empleos, se tocaban las campanas como se expresa en el funeral de 7 libras y 10 sueldos.
- Campanero de San Pedro: se empleaba el mismo toque que en apartado anterior.
- Vicario y racioneros renunciantes: se usaba el mismo toque que si hubiese estado en el ejercicio. Se desconoce el toque.

- Hermandades:El Capítulo eclesiástico de la Colegiata de San Pedro estaba hermanado con el de la parroquial de Almudévar, con el Real Monasterio de San Juan de la Peña y con el Convento de Santo Domingo de Ayerbe, por ello se dispuso el siguiente apartado:

- Almudévar (vicario y racioneros): Para su funeral se tocaban las campanas como para el vicario y racioneros de Ayerbe
- Almudévar (sacristán y organista): se empleaban los mismos toques que en el funeral de 7 libras y 10 sueldos jaqueses.
- San Juan de la Peña (abad y monjes): Los mismos toques que para el vicario y racioneros de Ayerbe
- Convento de Santo Domingo (Pprior y frailes): se tocaba a bando, como en el entierro mayor de 7 libras y 10 sueldos jaqueses.

### Toques actuales
- Fiestas de Santa Leticia, Santa Águeda y Quintos: se hacen sonar todas las campanas sin tener en cuenta tiempos ni ritmos.

- Funerales: se comienza dando un golpe seco con el badajo a la campana pequeñas y acto seguido se hace lo mismo con cada una de las dos campanas grandes, volviendo a la campana pequeña y de ésta a aquellas. Esta toque suele durar alrededor de 10 minutos.